# Скопины-Шуйские
Ско́пины-Шу́йские (Скопины) — угасший русский княжеский род, ветвь старшей ветви Шуйских, отрасль князей Суздальских, Рюриковичи.
Род внесён в Бархатную книгу. Однородцами являются княжеские рода: Ногтевы, Кирдяпины, Шуйские, Глазатые, Горбатые, Лугвицыны, Борбашины.
Родовой усыпальницей князей была соборная церковь Рождества Богородицы в Покровском монастыре в Суздале.
Имеется три версии происхождения прозвания фамилии — Скопины-Шуйские:
1. Построив в своих волостях городки, князь Иван Васильевич назвал их по своему прозванию — Скопины.
2. Владел городком с названием Скопин, откуда и пошло прозвание при присоединении родового прозвания Шуйские.
3. Прозвание "Скопа" произошло от водившихся в большом количестве в волостях князя Ивана Васильевича хищной птицы — Скопа, откуда получил название и город Скопин, бывший прежде слободой и в окрестностях которого находились вотчины и поместья князей Шуйских.

## Происхождение и история рода
Составляли немногочисленную ветвь рода князей Шуйских, потомком владетельных удельных князей Суздальско-Нижегородских. У князя Василия Васильевича Шуйского по прозванию "Бледный" и жившего в XV веке, было три сына, князья: Юрий (умер в детстве), Иван Васильевич "Скопа" (или Большой) и Иван Васильевич "Хрен" (или Меньшой), который умер бездетным. Князь Иван Васильевич Большой имел прозвание "Скопа", от которого потомки получили фамильное прозвание Скопины-Шуйский. Князь Иван Скопа был вотчинником в Рязанских пределах. Князья Скопины-Шуйские составляли старшую ветвь в той линии князей Шуйских, из которой произошёл царь Василий IV Иванович Шуйский. Это обстоятельство имеет большое значение при определении политического положения князя Михаила Васильевича Скопина, известного народного героя Смутного времени.
Родоначальником был князь Иван Васильевич Шуйский по прозванию Скопа, упоминается в 1519 году бояриным.

## Известные представители
| №                                  | Имя, Отчество                | № отца | Примечания |
| ---------------------------------- | ---------------------------- | ------ | --- |
| 1                                  | Иван Васильевич Скопа        |        | По прозвищу Скопа (орлик, хищная птица), упоминается в 1519 году бояриным. |
| 2                                  | Фёдор Иванович (ум. 1557)    | 1      | Воевода во время малолетства Ивана IV Грозного, в 1543 году боярин. После убийства Андрея Михайловича Шуйского в 1543 году попал в опалу, но уже в 1544 году был возвращён ко двору. Вместе со своими родственниками Иваном и Андреем Михайловичами Шуйскими принимал участие в управлении Московским государством. |
| 3                                  | Василий Фёдорович (ум. 1595) | 2      | Воевода и боярин во время правления Ивана Грозного. В 1579-1582 годах, наравне с князем Иваном Петровичем Шуйским был главным воеводой и защитником Пскова против польского короля Стефана Батория. |
| 4                                  | Михаил Васильевич (ум. 1610) | 3      | Выдающейся военный деятель Смутного времени. Погребён в Архангельском соборе Московского кремля. |
| Княжеский род Скопины-Шуйские угас |                              |        | |